# Colomar de l'Arboçar de Baix
El Colomar de l'Arboçar de Baix és una obra popular del municipi d'Avinyonet del Penedès (Alt Penedès) protegida com a bé cultural d'interès local. Les investigacions actuals semblen coincidir a situar l'origen d'aquesta construcció en època medieval, en contra d'hipòtesis anteriors que l'identificaven com a columbari romà.

## Descripció
El colomar de l'Arboçar està situat a prop del nucli rural de les Cases de Cal Segarra. Actualment el seu estat és ruïnós, ja que només se'n conserven un parament i restes d'un altre. El murs interiors mostren sèries regulars de nínxols de forma arrodonida. També s'hi poden observar restes de carreus de la base de la construcció.